# Límite de Hayflick

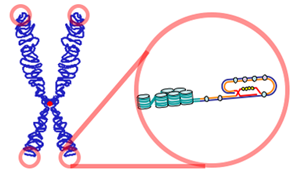
Un cromosoma (izquierda) y un telómero (a la derecha). Cuando el telómero se acorta, la célula llega al límite de Hayflick y muere.

El límite de Hayflick es el número de duplicaciones que puede sufrir una célula eucariota antes de entrar en senescencia.

## Estudio de Hayflick
A principios de la década de 1960, el Dr. Leonard Hayflick llevó a cabo una investigación en el "Wistar Institute" en Filadelfia, Pensilvania (Estados Unidos), que se tradujo en el descubrimiento del Límite de Hayflick.
Hayflick descubrió que el tejido proveniente de los pulmones parecía morir después de que las células se hubieran dividido cierto número de veces (alrededor de 50 veces). En un segundo experimento dejó a las células dividirse 25 veces, y las congeló por un tiempo. Al restablecer la temperatura, las células continuaban dividiéndose hasta el límite de unas 50 divisiones, y después morían. A medida que las células se aproximaban a este límite de edad, presentaban cada vez más signos de envejecimiento celular.

### Postulado
Este descubrimiento contradecía lo que se venía creyendo desde principios de siglo. En 1965, como una explicación de las causas de la vejez, el Dr. Hayflick postuló que la cantidad de veces que las células humanas podían dividirse era limitada. Por primera vez la ciencia enfocaba su atención en el crecimiento celular para explicar la vejez y los cambios que aparecen con la edad, y por primera vez se establecía una distinción entre células mortales y células inmortales. Esta distinción es la base de una cantidad considerable de trabajos de investigación sobre el cáncer.

## Estudios posteriores
Ahora se plantea que una de las razones por la que el envejecimiento celular es causado es el acortamiento de los telómeros (los extremos de los cromosomas) durante cada división celular. Cuando los telómeros son demasiado cortos, la célula muere: ha llegado al límite de Hayflick.
Se hacen estudios para poder modificar el límite de Hayflick a voluntad y así tener un control sobre la vida y la duplicación de las células; de este modo se podría, teóricamente, retrasar la vejez o incluso lograr la inmortalidad biológica, también llamada "Inmortalidad de Hayflick".